# Snezjnaja koroleva
Snezjnaja koroleva (russisk: Снежная королева) er en sovjetisk spillefilm fra 1967 af Gennadij Kasanskij.

## Medvirkende
- Valerij Nikitenko
- Jelena Proklova – Gerda
- Slava Ziupa – Kay
- Jevgenijaa Melnikova
- Natalja Klimova